# Ванькович, Антон
Антон Тадеушевич Ванькович (пол. Antoni Wańkowicz; 1780—1812) — игуменский уездный предводитель (1805—1808), крупный землевладелец Минской губернии.

## Происхождение и семья

Герб Лис, родовой герб семьи Ваньковичей

Принадлежал к католической шляхетской семье Ваньковичей герба «Лис», который происходил из Минского воеводства Великого Княжества Литовского.
Родился в семье шляхтича-католика Тадеуша-Казимира Тадеушевича Ваньковича и его жены Анны Антониевны Свенторжецкой.
Отец Тадеуш-Казимир Ванькович относился к католической шляхте средней зажиточности Минского воеводства Великого Княжества Литовского, где и занимал местные земские должности: минский конюший (1750—1772), минский мечник (1772—1773), минский ловчий (1773—1782), минский чашник (1782—1786), минский подчаший (1786—1795). С 1764 года — староста шатровский. Титулом минского подчашего отец пользовался еще и в 1804 году, по инерции, пожизненно.
Мать Анна также происходила из средней шляхты Минского воеводства — была дочерью шляхтича Антона Свенторжецкого, минского земского писаря, и его жены-дворянки Екатерины Богданович. Отец Тадеуш, являясь минском чашником, купил значительный поместье Видогощь в Минском воеводстве у Яна-Кароля Завиши, полковника войск Великого Княжества Литовского, мужа Терезы Свенторжецкой. Кроме того, Тадеуш Ванькович обладал небольшими фольварками Мочаны, Мацки, Кашин в Минском воеводстве и фольварком Крожа в Жемайтском старостве.
Антон Ванькович женился на дворянке-католичке Анне Станиславовне Солтан (ок. 1790—1812), которая принадлежала к состоятельного и влиятельного в те времена рода Пересвет-Солтан, который находился в тесных родственных связях с магнатскими родами Великого княжества Литовского. Матерью Анны была княгиня Франциска-Теофилия Станиславовны Радзивилл (1760—1802), дочь Станислава Радзвилла (1722—1787) и Каролины Поцей (1732—1776), а отцом — Станислав Станиславович Пересвет-Солтан (1756—1836), который был надворным маршалком литовским (1791—1792), а в 1812 году возглавлял временное правительство Великого княжества Литовского, созданную 19 июня 1812 года по приказу французского императора Наполеона, орган административного управления на оккупированной французской армией территории литовско-белорусских губерний Российской империи во время Русской кампании 1812 года.

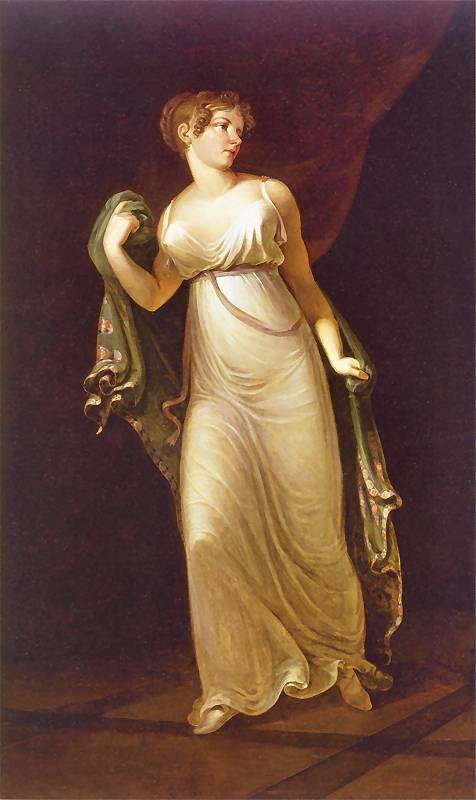
Анна Солтан, жена Антона Ваньковича. Художник — Ян Рустем, около 1805 года. Национальный музей (Варшава)

От жены Анны Солтан Антон Тадеушевич Ванькович имел трех дочерей, которых очень удачно выдал замуж (*Редакторам: Антон Ванькович не мог удачно выдать дочерей замуж, т.к. на момент их бракосочетаний он уже был мертв. Дочерей выдавали замуж уже после смерти их родителей, например, Валерию за Тизенгауза 26.12.1821 г. (Лучайский костел). НИАБ (Минск), ф. 937, оп. 5, д. 25, л. 99. В ревизских сказках им. Лучай Антония Фадеевича Ваньковича за 1816 г. значится: "...нелетние девицы Клементина, Валерия и Ванда Ваньковичовны". Т.е. по состоянию на 1816 г. они еще незамужние. ЛГИА (Вильнюс), ф. 515, оп. 15, д. 362, л. 477). Первая дочь Клементина Ванькович выдана была замуж за графа Эдварда Мостовского (1790—1855), завилейского (свенцянского) уездного предводителя (1812—1840), виленского губернского предводителя (1840—1843), собственника имения Церклишки (Цирклишкис) в Виленской губернии. Вторая дочь Валерия Ванькович (1805 — ?) сочеталась браком с графом Константином Тизенгаузом (1786—1853), собственником Постав, Ракишского графства, знаменитым орнитологом и краеведом. Третья дочь Ванда Ванькович (1808—1842) пошла замуж за графа Бенедикта Тышкевича (1807—1866), ковенского губернского предводителя (1846—1849), собственника имения Красный Двор около Ковно.

## Служебная деятельность
Антон Ванькович, обладая довольно значительным поместьем в Игуменском уезде, карьеру делал только на дворянской службе в родном уезде, выдвинувшись благодаря состоятельности и родственным и дружеским связям с наиболее влиятельными семьями уезда (Ваньковичами, Оштарпами, Монюшками, Ельскими, Прушинскими, Слатвинскими, Янишевскими) на уездные дворянские должности: был игуменском уездным хорунжим (1802—1804), председателем игуменского уездного суда (1804—1805), игуменском уездным маршалком (1805—1808). А после решил, что уже достаточно послужил уездному дворянству.
Получил довольно редкий в те времена мальтийский орден Святого Иоанна Иерусалимского. Как и многие представители приграничной и региональной элиты в начале XIX века, стал членом местных масонских лож, что было очень популярным и распространенным в те времена, — «Владислав Ягайло» и «Святыня комнаты».

## В составе Администрации Минского департамента (1812)
Его тихая жизнь прервалась только в 1812 году, когда началась вторжение французской армии в Россию и в Минскую губернию вступили французские войска, которые установили здесь свою систему управления. Антон Ванькович вошел в состав созданной французскими властями местной администрации: согласно декрету князя Экмюльскога (французского маршала Луи-Николя Даву) от 13 июля (25 июля) 1812 года была создана Комиссия Временного Правительства Минской провинции для управления делами в захваченной Минской губернии и назначены личности, которые должны войти в ее состав. В Минске эта Комиссия выбрала из своего круга председателя (князя Михаила Пузыну) и генерального комиссара при маршале князе Экмюльском (им стал Михаил Зенович). Согласно декрета князя Экмюльского Комиссия была разделена на три подразделения (хозяйственный, полиции и финансовый), распределив в отделах лиц, избранных князем Экмюльским членами Комиссии. Антон Тадеушевич Ванькович и Михаил Антонович Зенович вместе вошли членами в состав хозяйственного отдела, возглавляемого председателем — Игнатием Станиславовичем Манюшком (1787—1869).
Согласно декрету французского императора Наполеона Бонапарта от 19 июня (1 июля) 1812 года для управления захваченными французами территориями, где было провозглашено Великое Княжество Литовское, создавались департаменты во главе со своей администрацией: по постепенному захвату территории были созданы Виленский, Гродненский, Минский и Белостокский департаменты — в пределах соответствующих российских административно-территориальных единиц. Только 27 июля (8 августа) 1812 года Комиссия Временного Правительства Минской провинции была ликвидирована французской властью, однако все ее члены были призваны на заседание в составе отделов Администрации Минского департамента. Антон Ванькович вошел в состав новой администрации и был членом с 17 июля по 15 августа 1812 года, а после был наблюдателям военного госпиталя французской «Великой армии» в Минске, где заразился тифом, от которого и преждевременно скончался.

## Имения
Получил в наследство родительские имения, которые находились в Минском воеводстве Великого Княжества Литовского, а после разделов Речи Посполитой в результате нового административно-территориального разделения стали находиться в Игуменском уезде Минской губернии Российской империи, — имения Видогощь и Зазерье, где в 1805 году имелось 989 ревизских душ, около 3 500 десятин земли, мельница, пропинация, леса, которые в общем стоили около 8 млн злотых. А в 1812 году в имении Зазерье в Игуменском уезде имелось 406 душ. Кроме этого, имел дворец в Вильнюсе, называемый «Ваньковицким дворцом».